# Казимир Толлочко
Казми́р Толло́чко (пол. Kazimierz Tołłoczko, 1 квітня 1886, Сучево — 4 квітня 1960, Варшава) — польський архітектор. 

## Біографія
Народився в сім'ї Віктора Толлочка і Леокадії з Пшилюбських. Навчався у IV варшавській гімназії, продовжував навчання в середній школі А. Єжевського. Закінчив Львівську політехніку. Під час навчання був членом львівської Спілки студентів архітектури. Працював у Варшаві, зокрема до 1930 року у Варшавській політехніці. Був реставратором у Товаристві опіки над пам'ятками минулого, згодом — начальник відділу в Міністерстві публічних робіт. Один із засновників SARP. 30 травня 1934 року обраний першим президентом цієї організації. Член журі конкурсів Фонду військового квартирування на ескізні проєкти житлових будинків у Більську-Підляському і Кракові. Проживав у Варшаві на вулиці Тухольській, 3.
Роботи
- Проєкт типового 2-квартирного житлового будинку для Фонду військового квартирування. Реалізований наприкінці 1920-х років у Варшаві (місцевість Скерневіце), Бресті-над-Бугом, Ліді, Граєві, Сувалках, Торуні, Бидгощі, Ярославі.[4]
- Проєкт будинку для підофіцерів на 48 родин у Варшаві, на вулиці Уланській. Замовник Фонд військового квартирування.[5]
- Будинок для офіцерів на вулиці Черняковській, 153а. Споруджувала фірма «Inż. Szydłowski i S-ka». Замовник Фонд військового квартирування.[6]
- Комплекс будинків житлового кооперативу журналістів та літераторів. Складається з 1—4 поверхових житлових споруд. Будівництво велось від осені 1928 по 1929 рік фірмою «Ludomir Z. Kobusz».[7]
- Ескізний проєкт будинку для Фонду військового квартирування у Варшаві на вулиці Краківське передмістя, 11 (1933)[8].
- Житловий будинок для офіцерів на замовлення Фонду військового квартирування на вулиці Інженерській у Варшаві (1933)[9].
- Житлові будинки для професорів університету на вулиці Бжозовій, 12 у Варшаві.
- Казарми на вулиці 29 листопада у Варшаві.
- Будівлі окружного суду в Білостоку і Пінську.
- Дім гміни в Луцьку.
- Будинок для студентів Варшавської політехніки на вулиці Академічній, 5. Так званий «Akademik». Одна з найбільших будівель Варшави міжвоєнного періоду. Зберігся у перебудованому вигляді.[10]
- Керівництво спорудженням будинку Державної торговельної школи у Варшаві на вулиці Бугаі. Спільно з Бруно Зборовським.[11]

Нереалізовані проєкт
- Проєкт лікарні у Варшаві. Розроблений на Кафедрі сучасної архітектури Львівської політехніки. Фактично навчальний, однак виконаний згідно з умовами реального конкурсу. Тоді ж створено проєкти монастиря, та малих архітектурних форм. Керівник — професор Адольф Шишко-Богуш.[12]
- Нагорода за проєкт ратуші в Каліші (1917).
- Нагорода за проєкт регуляції Каліша (1917).
- Нагорода за проєкт костелу у Варшаві (1926)
- Проєкт костелу Провидіння Господнього у Варшаві. На першому відкритому конкурсі 1930 року був одним із відібраних для придбання.[13] На другому закритому конкурсі 1931 року не здобув призових місць.[14]
- Ескізний проєкт будинку Фонду військового квартирування на вулиці Краківське передмістя, 11 у Варшаві. Призначений для закритого конкурсу 1933 року. Співавтор Ян Кукульський.[15]
- Відзнака на конкурсі ескізних проєктів будинку відділення PKO в Познані (1934, співавтор Болеслав Журковський).[16]
- I місце на конкурсі проєктів регуляції площі Пілсудського у Варшаві (1935, співавтор Ян Кукульський).[17]
- Ескізний проєкт каплиці-пам'ятника на полі битви під Раранчею (1938).[18]